# Dinosaurios de Crystal Palace

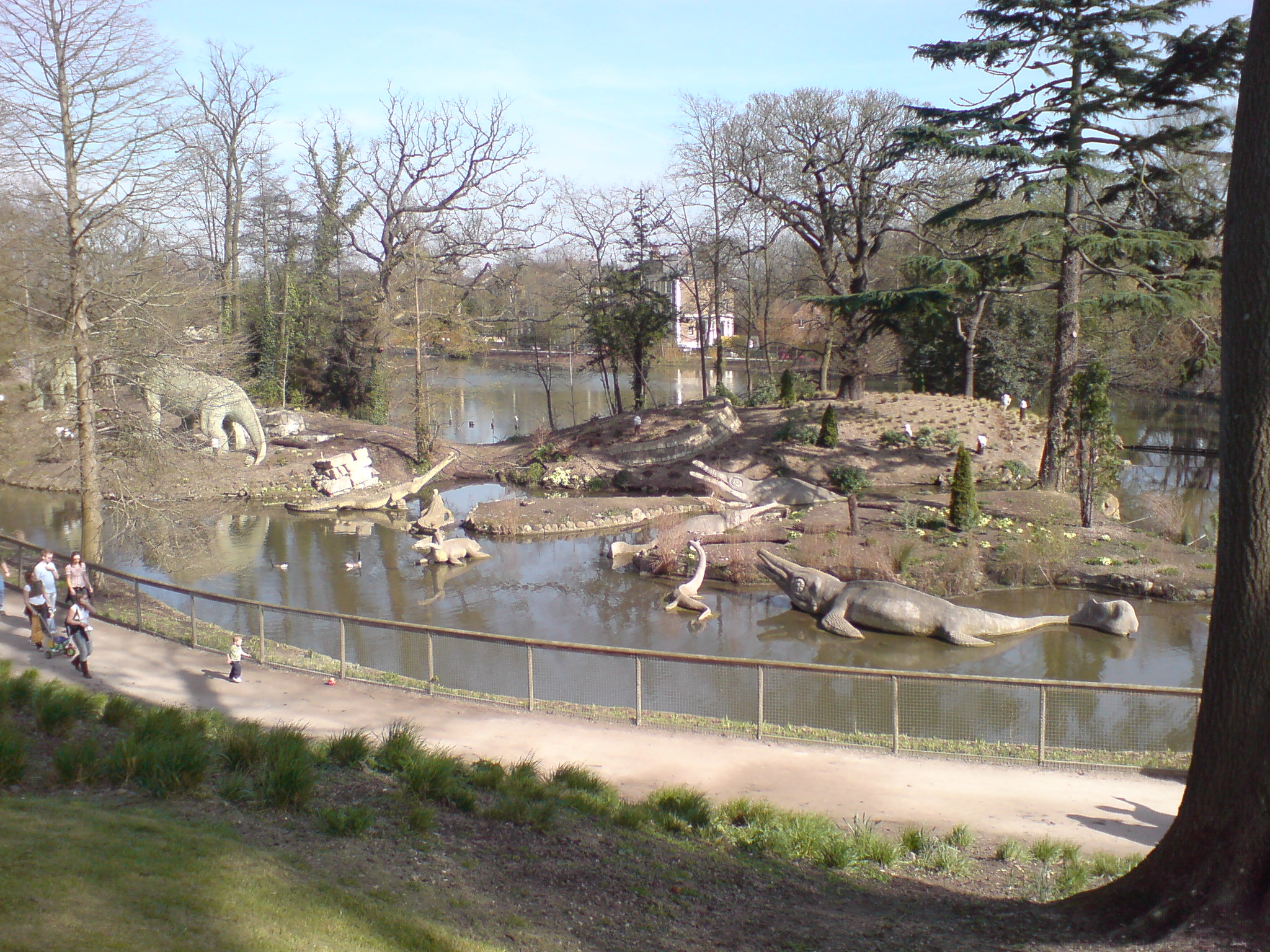
El área de dinosaurios de Crystal Palace.

Los Dinosaurios de Crystal Palace (Palacio de Cristal en español), son una serie de esculturas de animales extintos en Crystal Palace Park, situado en el municipio londinense de Bromley.
Comisionados en 1852 para acompañar al Crystal Palace tras su traslado desde la Gran Exposición de Hyde Park, y expuestos desde 1854, fueron las primeras esculturas de dinosaurios del mundo, anteriores a la publicación de El Origen de las Especies de Charles Darwin seis años más tarde. Aunque la exactitud de los modelos difiere en mayor o menor medida de los estándares actuales, las reconstrucciones fueron diseñadas y esculpidas por Benjamin Waterhouse Hawkins bajo la supervisión científica de Sir Richard Owen, distinguido representante del conocimiento científico de la época. Los modelos se clasificaron como monumentos clasificados de Grado II desde 1973, y promocionados a Grado I en 2007 tras una extensiva restauración en 2002.
Las esculturas representan quince géneros de animales extinguidos, no todos dinosaurios. Concentran un amplio rango de eras geológicas, e incluyen dinosaurios verdaderos, ictiosaurios y plesiosaurios principalmente del periodo Mesozoico, así como algunos mamíferos del Era Cenozoica.

## Historia

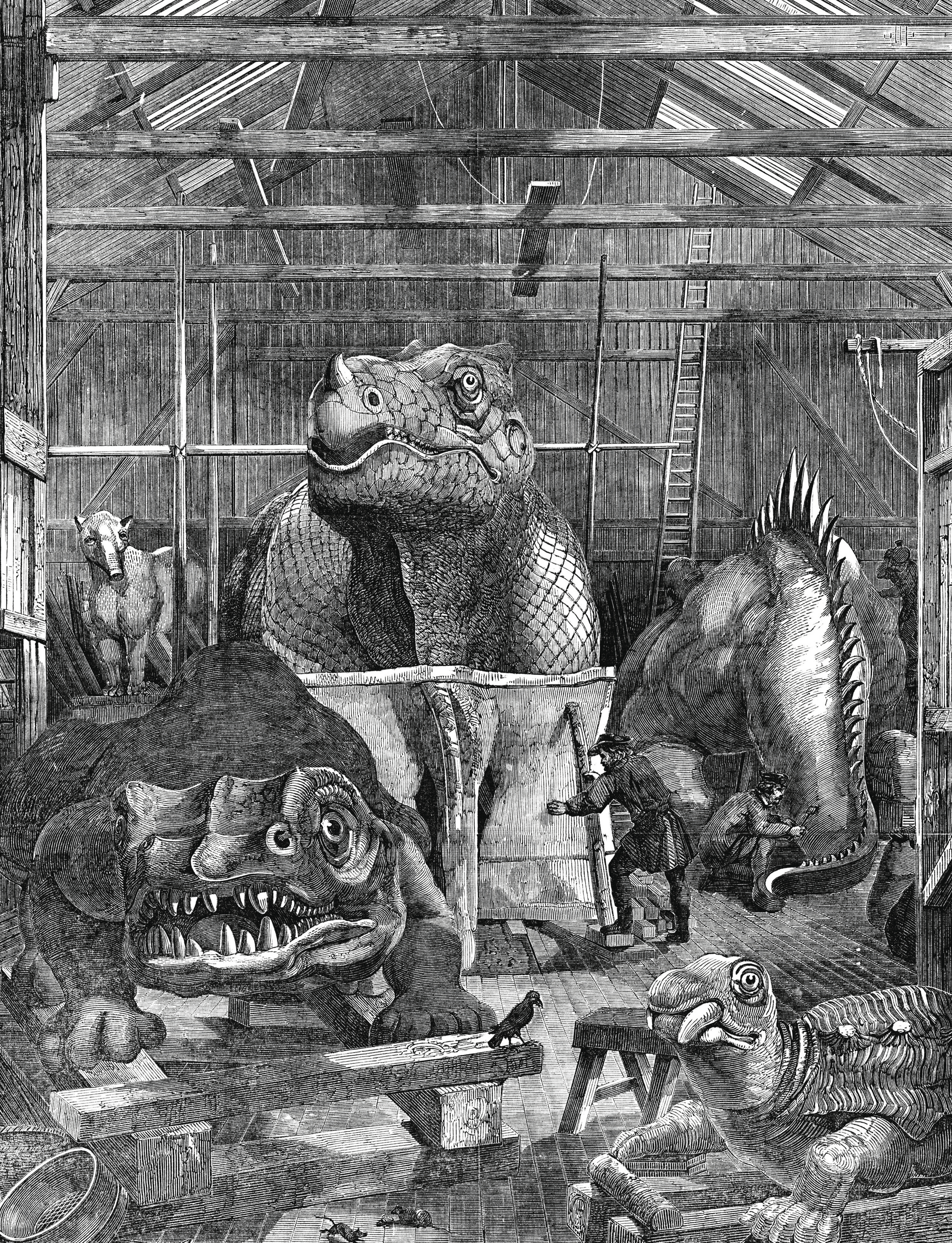
Modelos de los dinosaurios en proceso de construcción en el taller de Benjamin Waterhouse Hawkins en Sydenham, c. 1853.

Tras la clausura de la Gran Exposición en octubre de 1851, el Palacio de Cristal de Joseph Paxton fue comprado y trasladado a Penge, en lo alto de Sydenham Hill, al sur de Londres, por la recién formada Crystal Palace Company.
Los terrenos que lo rodeaban se renovaron por completo y se convirtió en un parque público con jardines ornamentales, réplicas de estatuas y dos lagos artificiales. Como parte de la renovación, se encargó a Benjamin Waterhouse Hawkins la construcción de los primeros modelos a escala real de animales extintos de la historia. En un principio la idea original sólo contaba con réplicas de mamíferos extinguidos, pero se decidió por incluir dinosaurios, para lo cual contaría con el asesoramiento de Sir Richard Owen, un eminente biólogo y paleontólogo de la época. Hawkins montó un taller en el mismo parque, donde construyó los modelos. Las esculturas se expusieron en tres islas, representando cada una de ellas una época geológica distinta. La primera isla refería al periodo Paleozoico, la segunda al Mesozoico, y la tercera al Cenozoico. Las recreaciones fueron dotadas de más vida haciendo que el nivel del agua del lago subiese y bajase, revelando así algunas de las criaturas.
Para presentar el lanzamiento de los modelos, Hawkins organizó una cena de año nuevo en 1853 en la que los asistentes se sentaron dentro de uno de los moldes de Iguanodon.

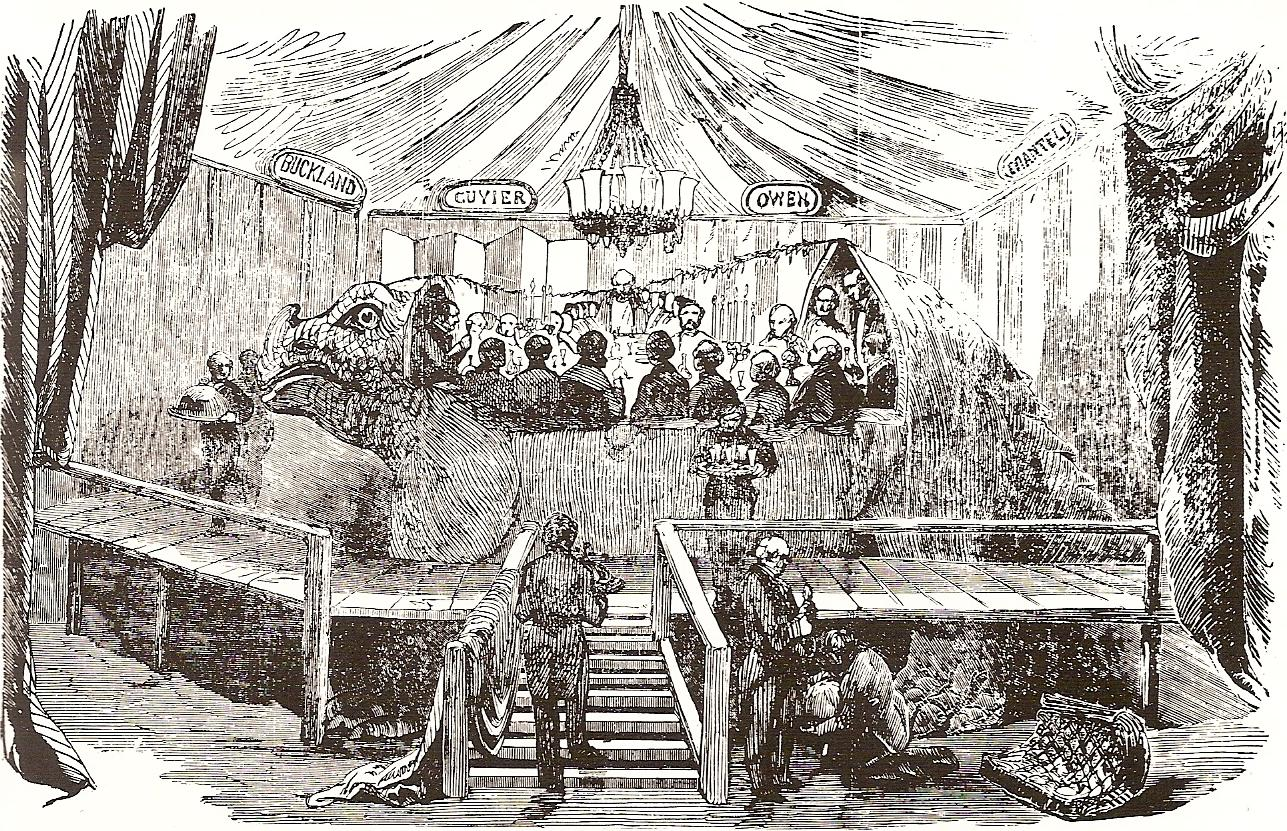
Ilustración del famoso banquete de año nuevo de 1853 en el molde de un Iguanodon del Palacio de Cristal.

Hawkins se benefició en gran medida de la reacción del público ante los dinosaurios, la cual era tan fuerte que se pusieron a la venta versiones reducidas de los modelos a £30 para uso didáctico. La construcción de las grandes esculturas fue, sin embargo, muy costosa (alrededor de £13,729), y en 1855 la Crystal Palace Company dejó de financiar a Hawkins.
Algunos modelos planeados nunca llegaron a realizarse, y aquellos a medio construir fueron desechados pese a las protestas de algunos medios entre los que se incluía el periódico The Observer.

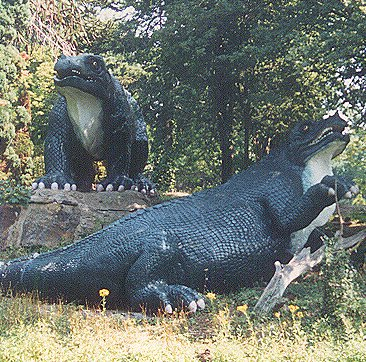
Modelos de Iguanodon en 1995, antes de la restauración, mostrando un patrón de contrasombreado.

Con los avances de la paleontología, la reputación de los modelos descendió. En 1895, el cazador de fósiles americano Othniel Charles Marsh despreció a los partidarios de las estatuas, criticando severamente los modelos. Las esculturas y el parque fueron deteriorándose a medida que pasaban los años, un efecto en el que colaboró el incendio que destruyó el Palacio de Cristal en 1936 y el crecimiento descontrolado de la vegetación, que ocultó los modelos. En 1952 se llevó a cabo una restauración completa de los animales a cargo de Victor H.C. Martin, momento en el cual los mamíferos de la tercera isla fueron trasladados a un lugar más desprotegido donde estaban expuestos al desgaste. La ladera de roca caliza fue destruida en los años 60'.
En el año 2002, la exhibición volvió a ser renovada por completo. La ladera de piedra caliza se reemplazó por 130 grandes bloques de caliza de Derbyshire de alrededor de una tonelada de peso cada uno, siguiendo la disposición de un pequeño modelo formado por bloques de poliestireno. Para reemplazar las esculturas perdidas y las partes deterioradas de las supervivientes se empleó fibra de vidrio. Partes de los modelos, como por ejemplo las patas de algunos animales, fueron anclados a los cuerpos usando varas de hierro. Estas, una vez oxidadas, permitían que las uniones se abriesen.
Los modelos y otros elementos del Crystal Palace Park fueron clasificados como monumentos clasificados de Grado II en 1973, y de Grado I en 2007, tras la restauración de los mismos en 2002.

## El parque de los dinosaurios
Quince géneros de animales extintos, no todos dinosaurios, están representados en el parque. Al menos otros tres géneros (un moa, un mastodonte y un gliptodonte) fueron planeados, aunque sólo el mastodonte empezó a construirse antes de que Hawkins perdiese la financiación de la Crystal Palace Company en 1855. Un inexacto mapa del tiempo muestra las localizaciones planeadas para el moa y el mastodonte.

### Paleozoico
El Paleozoico era representado en el parque por un modelo de pared rocosa expuesta que mostraba una sucesión de estratos del Carbonífero y el Pérmico.

Los dos dicinodontes representados en esta área se basaban en fósiles incompletos del Pérmico encontrados en Sudáfrica, y siguen la suposición de Owen de que eran parecidos a las tortugas. Sin embargo, no hay ninguna evidencia de dicinodontes con caparazón, y los últimos y más completos fósiles muestran una apariencia más similar a un hipopótamo.

### Mesozoico
El Mesozoico era representado en el parque por un modelo de pared rocosa expuesta que mostraba una sucesión de estratos del periodo Jurásico y Cretácico. Contaba con modelos de dinosaurios y otros animales del registro fósil del Mesozoico, así como plantas apropiadas (verdaderas y modelos).
Curiosamente es el Hylaeosaurus, del Cretácico en Inglaterra, y no el Iguanodon, el que más se parece al estereotipo de iguana gigante de las primeras ideas sobre el aspecto de los dinosaurios. El modelo del Hylaeosaurus es representado similar a un Ankylosaurus, un herbívoro cuadrúpedo con una coraza en el dorso y espinas en los laterales. La representación de Hawkins es similar a una gran iguana con grandes y afiladas espinas en la espalda, las cuales, según Owen, fueron «rigurosamente añadidas en la recreación, pero necesariamente conjeturales». La cabeza del modelo del Hylaeosaurus es una réplica en fibra de vidrio; la cabeza original está en el suelo, en una colina sobre el ictiosaurio del final del lago.

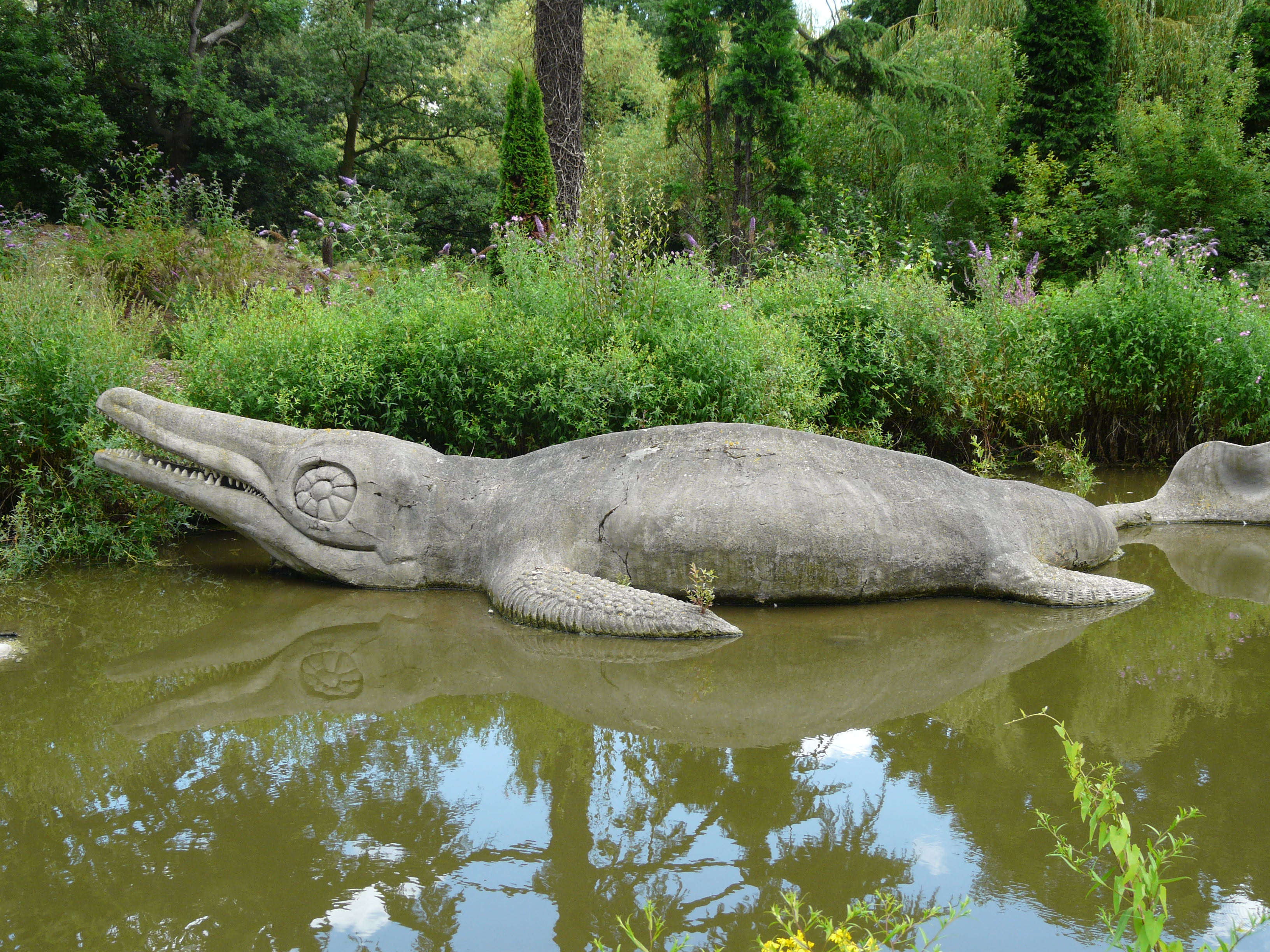
El ictiosaurio.

Los modelos de los ictiosaurios están basados en fósiles del Triásico y el Jurásico hallados en Europa. Aunque se encuentran parcialmente en el agua, se les representa descansando en tierra como lo hacen las focas; una postura inverosímil derivada de la idea de Owen de la supuesta semejanza entre los ictiosaurios y los cocodrilos y plesiosaurios. Mejores hallazgos fósiles de estos reptiles demuestran una mayor semejanza con los tiburones, presentando una aleta dorsal y una aleta caudal similar a la de los peces. En los modelos de Hawking, la cola no es más que una prolongación de la espina dorsal con una protuberancia. Otra discrepancia se centra en la visibilidad del anillo esclerótico alrededor de los ojos. A partir de estas estructuras, Owen conjeturó que «los grandes ojos les permitían gozar de buena visión, especialmente en la oscuridad». Se convirtieron en una de las tres mascotas de Crystal Palace Park, junto al Iguanodon y el Megalosaurus (pese a que los ictiosaurios no son dinosaurios). Los modelos son semejantes a ictiosaurios básicos como el Cymbospondylus.

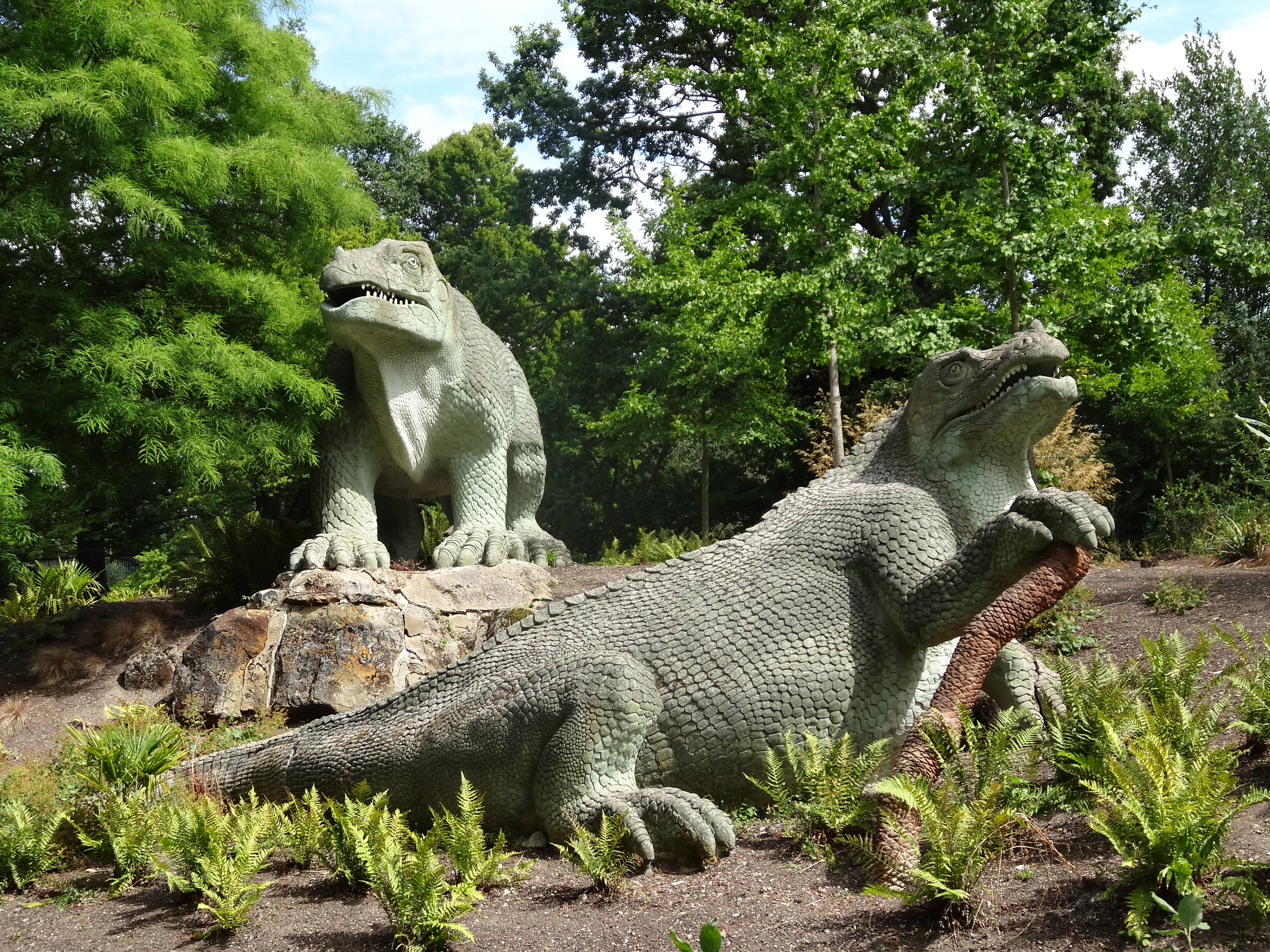
El Iguanodon.

Los modelos de Iguanodon representan fósiles del Jurásico y el Cretácico encontrados en Europa. Gideon Mantell esbozó la primera representación de esta especie a partir de un fósil encontrado por su mujer, Mary Ann Mantell, en Sussex en 1822. El boceto representaba el Iguandon como una criatura similar a un lagarto trepando sobre una rama (sobre cuatro patas), con una larga cola de aspecto de látigo. El esqueleto dibujado, al cual le faltaba la cabeza, conjeturaba que el hueso del pulgar era un cuerno sobre la nariz. Este cuerno sobre la nariz aparece repetidamente en libros y documentos sobre dinosaurios para bromear sobre las inexactitudes de las reconstrucciones victorianas; incluso en 1854, Owen comentó que «la existencia del cuerno es más que dudosa».
Tres modelos de Labyrinthodon se elaboraron de acuerdo con la suposición de Owen de que, siendo de estilo de vida amfibio, los animales del Triásico deberían ser semejantes a las ranas; los denominó Batrachia, del griego Batrachios, 'frog'. Uno de ellos presenta una piel lisa y está basado en un "Labyrinthodon salamandroides" (Mastodonsaurus jaegeri); los otros dos representan unos "Labyrinthodon pachygnathus" (Cyclotosaurus pachygnathus). Algunas huellas de Chirotherium que Owen creía que fueron hechas por los animales se incluyeron en el terreno relativo a los modelos.

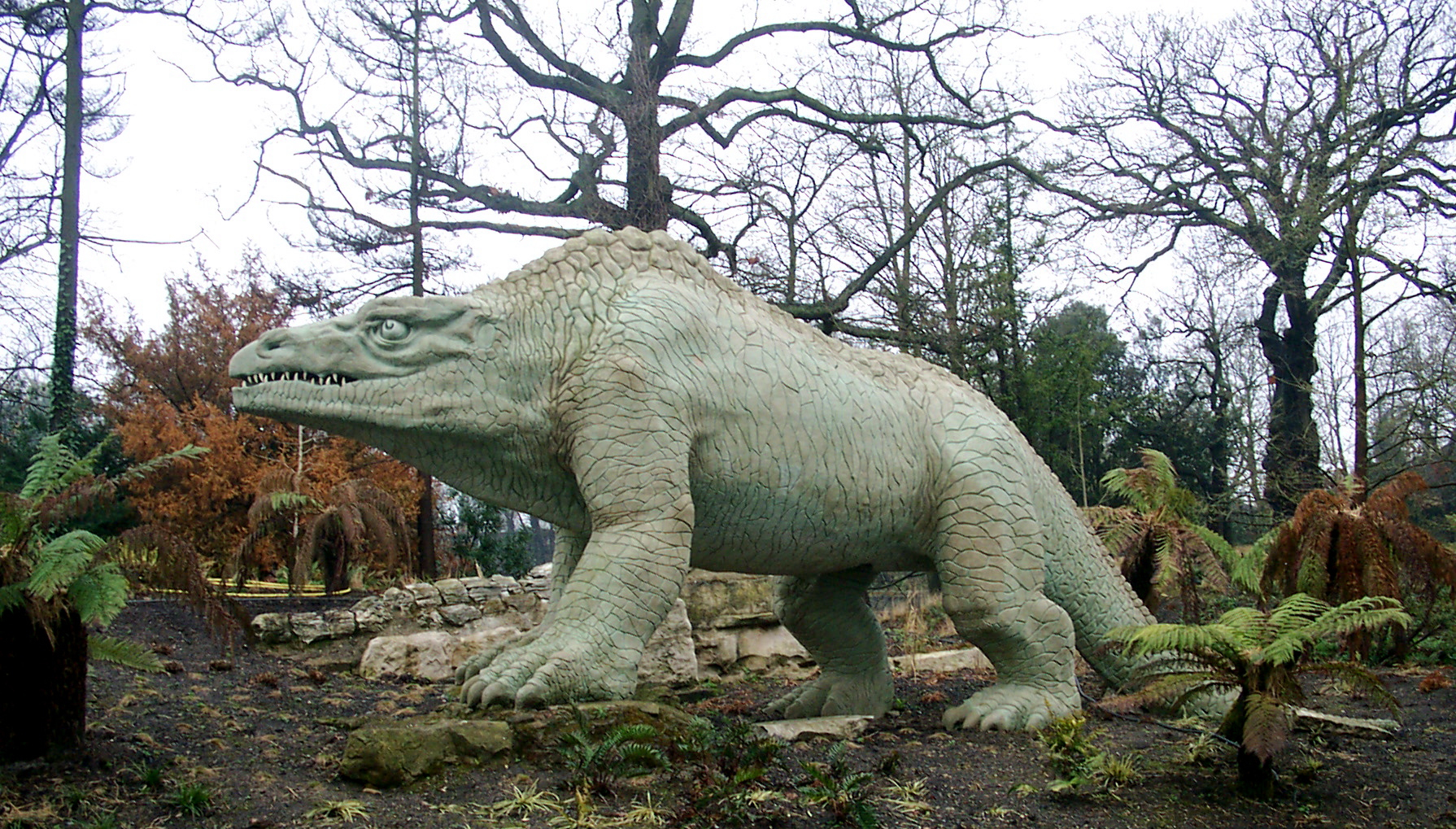
El Megalosaurus.

Enorme y visualmente impresionante, el Megalosaurus se convirtió en uno de los tres 'dinosaurios mascota' del parque, junto al Iguandon y, aunque en menor medida, los ictiosaurios. Owen conjeturó que el animal era cuadrúpedo a partir del estudio de los restos jurásicos framentados encontrados en Inglaterra, los cuales consistían en una costilla, algunas vértebras, la cadera y el fémur. Actualmente, la comunidad paleontológica cree que fue bípedo (como el Tyrannosaurus rex). La primera propuesta de dinosaurios bípedos se presentó en 1858, demasiado tarde para influir en el modelo.

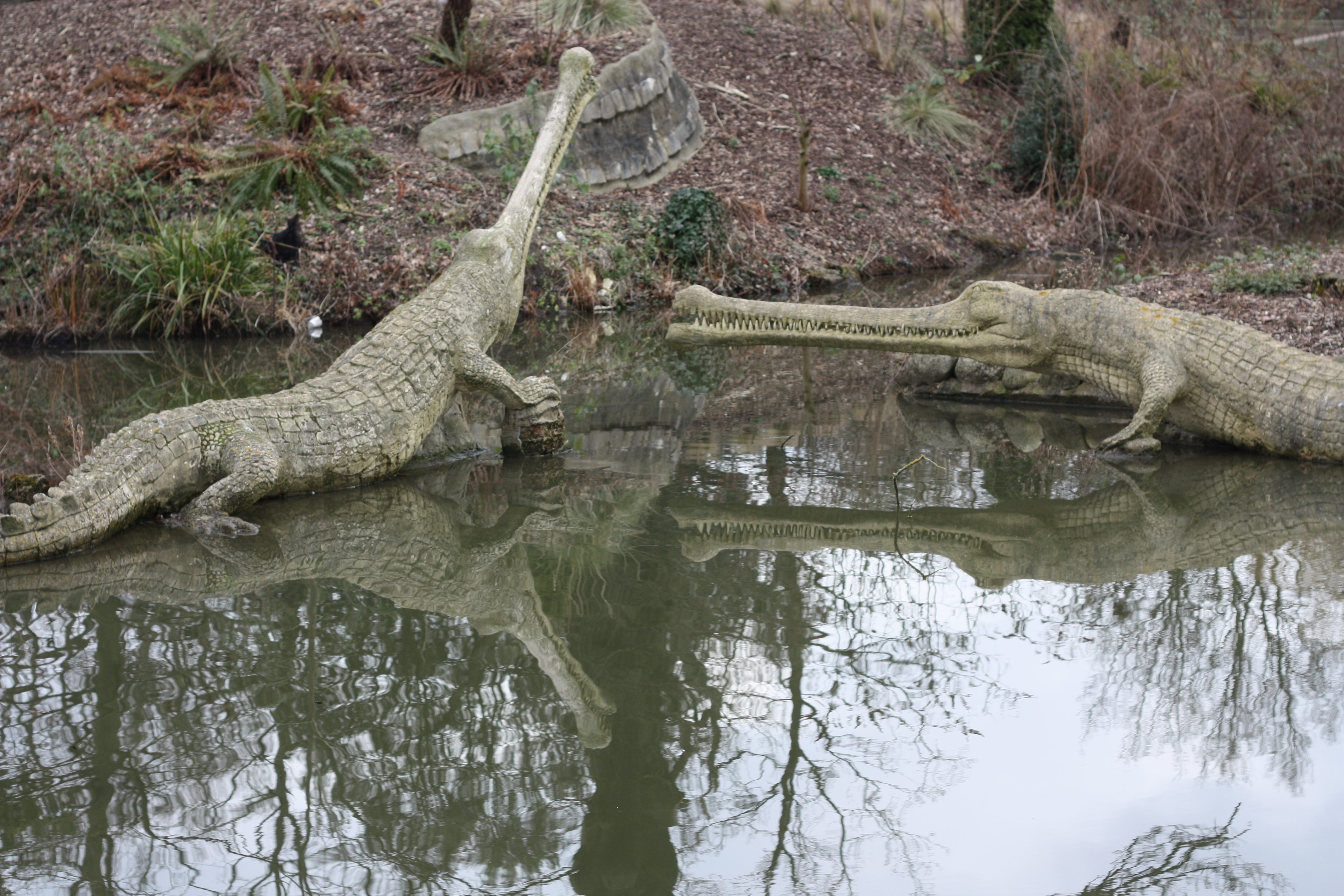
Los dos Teleosaurus.

Cuando los modelos fueron construidos, sólo cráneos de Mosasaurus habían sido descubiertos en los Países Bajos, por lo que Hawkins se limitó a construir la cabeza y el lomo del animal, dejando el resto del cuerpo indefinido e invisible, sumergido en el lago. El Mosasaurus de Crystal Palace Park está situado en un singular emplazamiento, cerca de la isla secundaria planteada originalmente como una cascada, y no mucho puede verse desde el sendero que recorre los bordes del lago.
Tres modelos de Plesiosaurus representan cada una de ellas una especie distinta: P. macrocephalus, P. dolichoderius y P. hawkinsii, del Jurásico en Inglaterra. Dos de ellos tienen cuellos inverosímiles.
Owen se percató de que los fósiles del Jurásico en Alemania de Pterodactylus tenían escamas, no plumas, y que pese a la aparente similitud con las aves tenían dientes cónicos, lo que sugería un rol depredador. Los dos modelos que sobreviven a día de hoy están posados sobre un afloramiento rocoso; originalmente había otros dos modelos.
Owen identificó correctamente al Teleosaurus como un cocodrílido con unas largas y finas mandíbulas y ojos pequeños. A partir de los sedimentos donde se encontró, dedujo que eran «más estrictamente marinos que el cocodrilo del Ganges [el gavial]».

### Cenozoico

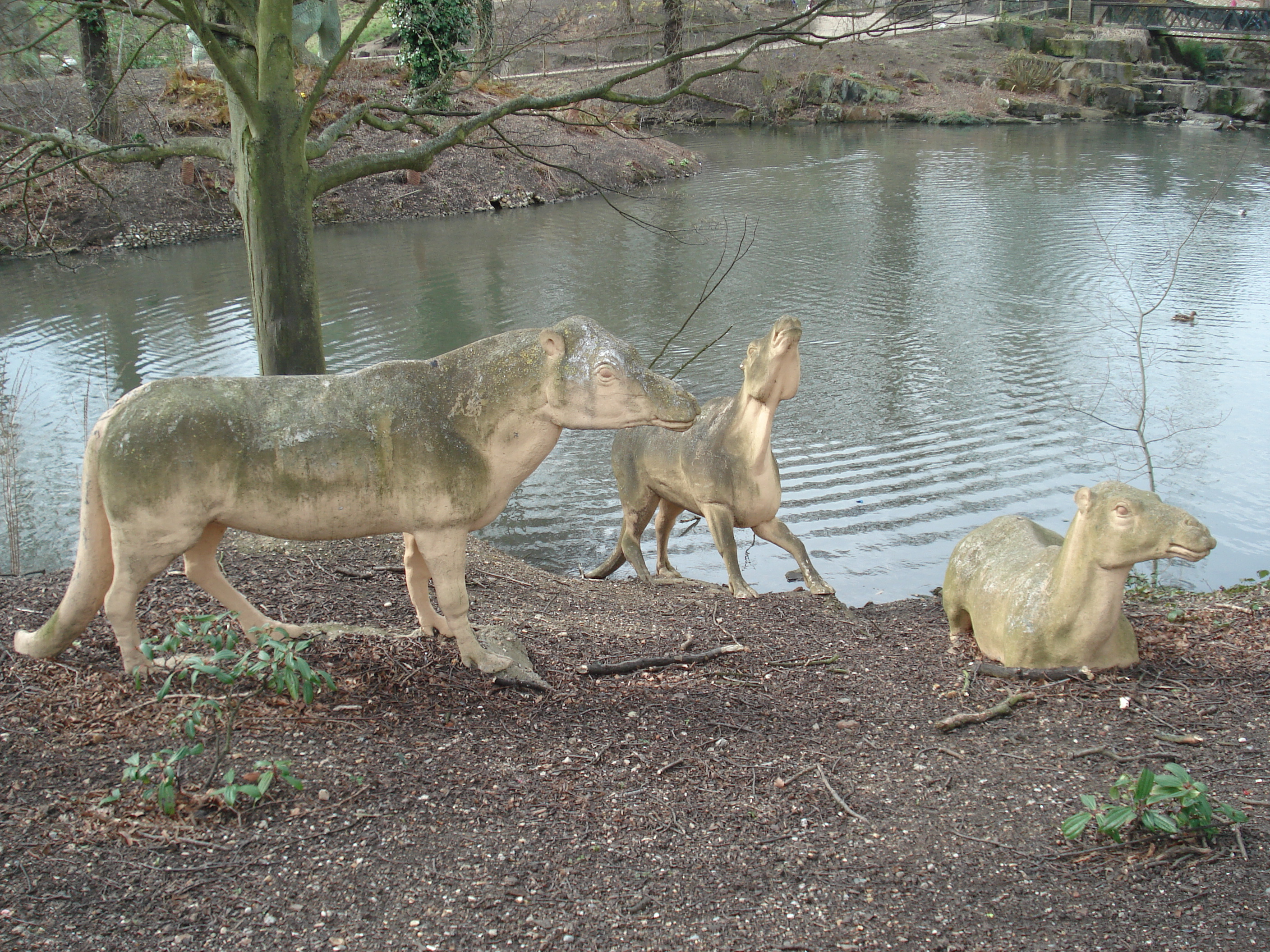
El rebaño de Anoplotherium.

Anoplotherium es un mamífero extinto que vivió entre el Eoceno y el Oligoceno, descubierto cerca de París. Los modelos de Hawking se apoyan en las especulaciones de Owen sobre su aspecto cameliforme (Actualmente se cree que están más emparentados con los hipopótamos y los cerdos). Tres modelos fueron construidos, formando un pequeño rebaño.

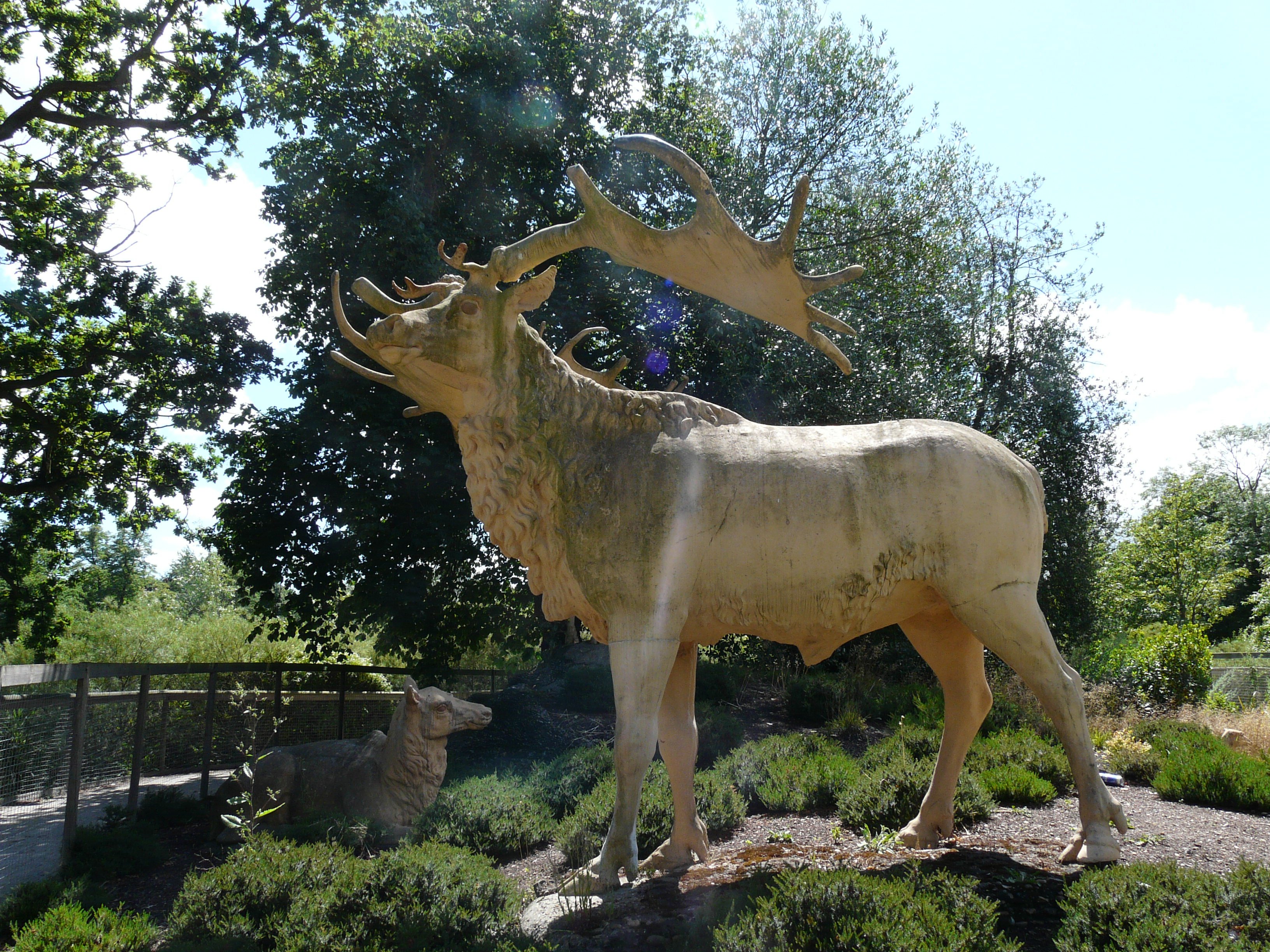
Megaloceros

El megalocero o alce irlandés fue un cérvido que habitó Eurasia entre el Plioceno y el Pleistoceno. Hawkins construyó una familia conformada por un macho, una hembra y una cría. Las astas del macho eran originalmente restos reales. Tras ser retirados de la tercera isla, cayeron en un grave deterioro al ser el nuevo emplazamiento fácilmente accesible por vándalos. Los megaloceros son las réplicas más fieles ya que, al pertenecer a una época geológica reciente (se extinguieron hace 11.000 años), Hawkins pudo modelarlos a partir de ciervos vivos.
El perezoso terrestre gigante Megatherium vivió en Sudamérica entre el Plioceno y el Pleistoceno. Charles Darwin desenterró algunos de sus fósiles en 1835. El modelo se construyó abrazando un árbol real que, posteriormente, creció y rompió el brazo del modelo. El brazo dañado fue reemplazado y al árbol murió más tarde. Esta escultura se encontraba en el zoo infantil, ahora demolido.
Las réplicas de Palaeotherium representan un mamífero extinto del Eoceno similar a los tapires según Cuvier. Son indudablemente las esculturas más deterioradas del complejo, y el modelo superviviente no se asemeja demasiado al original creado por Hawkins. En la década de los 60' los modelos se desecharon, se escondieron entre unos arbustos lejos de su emplazamiento original y, tras la restauración de 2002, los modelos se vendieron debido a su mal aspecto. Algunas fuentes apuntan que los modelos se añadieron a la colección más tarde que el resto, pero una ilustración de la revista Illustrated London News sobre el trabajo de Hawkins los muestra en el fondo. Otros modelos de Dinornis y Mastodon fueron planeados para ocupar 'las islas del Terciario', pero jamás fueron completados.

## En la literatura y la cultura popular
La novela de Charles Dickens Casa desolada (1853) empieza con una descripción de calles embarradas, cuyo personaje principal es enfatizado por la primera mención de un dinosaurio en un trabajo popular, el Megalosaurus:
George Baxter, un pionero de la impresión de color, hizo un conocido grabado en el cual imagina el Crystal Palace rodeado de grandes fuentes y con los dinosaurios en el fondo, antes de su apertura en 1854.
En la novela Kipps (1905) de H. G. Wells, Kipps y Ann visitan el Crystal Palace y se sientan "en presencia del verde y dorado Labyrinthodon que aparece espléndido sobre el lago" para discutir sobre su futuro. Hay una breve descripción de los dinosaurios y sus alrededores y sobre el impacto que tienen sobre los personajes. Algunos libros infantiles de E. Nesbit hacen referencia a las esculturas del Crystal Palace, como en El castillo encantado (1907). La novela de 1932 Have this Carcase, de Dorothy L. Sayers, cuenta con el personaje Lord Peter Wimsey haciendo mención de los "monstruos antidiluvianos" de Crystal Palace. En el libro infantil Dinosaurs Don't Die (1970) de Ann Coates, ilustrado por John Vernon Lord, se relata la historia de un joven que vive cerca del parque de Crystal Palace y descubre que los modelos de Hawkins cobran vida; forja una amistad con un Iguanodon, lo llama "Rock", y visita con él el Museo de Historia Natural.
En la novela Mi historia secreta (1989) del escritor de literatura de viajes Paul Theroux, el narrador de la misma, Andre Parent, accidentalmente descubre la infidelidad de su mujer cuando su hijo Jack le cuenta que ha visitado los dinosaurios en compañía de un amigo de su madre durante la larga ausencia de Andre mientras buscaba material para un nuevo libro. La trama principal de la novela de Penelope Lively Fanny and the Monsters (1991) trata sobre una chica victoriana que visita los dinosaurios de Crystal Palace y se siente fascinada por las criaturas prehistóricas. Brett Anderson utilizó la frase "Así que fui y me senté en Crystal Palace, junto a los dinosaurios de plástico" en su solo To the Winter (2005), de su álbum independiente. The Lie Tree (2015), un cuento infantil de fantasía y misterio escrito por Frances Hardinge, cuenta con una escena soñada con algunas de las esculturas de los dinosaurios cobrando vida.
En Pokémon Espada Y Escudo, se introdujeron una serie de Pokémon basados en los errores de estas esculturas, siendo: Arctovish, Dracovish, Arctozolt Y Dracozolt

## Lecturas sugeridas
- Kerley, Barbara; Selznick, Brian (illus) (2001). Kerley, Barbara; Selznick, Brian (illus) (2001). The Dinosaurs of Waterhouse Hawkins: An Illuminating History of Mr. Waterhouse Hawkins, Artist and Lecturer. Scholastic Press (A Caldecott Honor Book).Prensa escolástica (Un Caldecott Libro de Honor). CS1 maint: nombres Múltiples: lista de autores (enlace)